# 소리코미스속
소리코미스속 또는 땃쥐생쥐속(Soricomys)은 쥐과 쥐아과에 속하는 설치류 속 분류군이다. 필리핀 루손섬의 토착종이다. 작은 크기의 설치류로 머리부터 몸까지 몸길이는 91~115mm이고, 꼬리 길이는 82~101mm이다. 몸무게는 최대 36g이다. 4종을 포함하고 있다.

## 하위 종
- 코르디예라땃쥐쥐 (Soricomys kalinga)
- 레오나르드코땃쥐쥐 (Soricomys leonardocoi)
- 남부코르디예라땃쥐쥐 (Soricomys montanus)
- 시에라마드레땃쥐쥐 (Soricomys musseri)